# دان-ا-کاتر-وان
دان-ا-کاتر-وان (به فرانسوی: Danne-et-Quatre-Vents) یک کمون در فرانسه است که در Canton of Phalsbourg واقع شده‌است.

## خصوصیات
دان-ا-کاتر-وان ۷٫۲ کیلومترمربع مساحت و ۵۲۲ نفر جمعیت دارد و ۳۵۰ متر بالاتر از سطح دریا واقع شده‌است.